# La Colònia (documental)
La Colònia és un curtmetratge documental català del 2022 dirigit per Ismael "Zim" Muñoz. Tracta sobre la colònia ferroviària de l'Estació de Sant Vicenç de Calders (El Vendrell, Tarragona), repassant la seva història, la seva vida social, el seu paper a la guerra civil i l'actual estat de decadència. El documental, que compta amb el suport de la producció per part del Departament d'educació de la Generalitat de Catalunya va ser seleccionat en competició oficial a la 13a edició del festival Som Cinema.